# Rubén Martínez Villena
Rubén Martínez Villena (Alquízar, 20 de diciembre de 1899-La Habana, 16 de enero de 1934) fue un abogado, escritor y revolucionario cubano que participó en los primeros años de la Revolución del Treinta. 

## Biografía
Nacido el 20 de diciembre de 1899 en Alquízar, en la antigua provincia de La Habana, actualmente provincia de Artemisa, comenzó a escribir sus primeros versos a los once años de edad. Más tarde ingresó en el Instituto No.1 de La Habana, donde cursó el bachillerato en Letras y Ciencias, graduándose en 1916, y en septiembre del mismo año se matriculó en la Escuela de Derecho de la Universidad de La Habana hasta graduarse en el año 1922 con el título de abogado.
En el transcurso de su carrera universitaria comenzó su labor poética siendo a los veintiún años un poeta conocido. A partir de 1923 comenzó su formación como revolucionario, redactando el 18 de marzo del mismo año la Protesta de los Trece representando un grupo de intelectuales de izquierdas que protestaban contra la corrupción del gobierno de turno de Alfredo Zayas, en especial por la venta del Convento de Santa Clara en La Habana, razón por la cual fue encarcelado por primera vez. El 1 de abril de 1923 participó en la fundación de la Falange de Acción Cubana. A partir de ese momento dedicó la mayor parte de sus esfuerzos a la actividad política. Se enfrentó abiertamente al gobierno de Gerardo Machado y marchó a los Estados Unidos para prepararse en su lucha contra la dictadura.

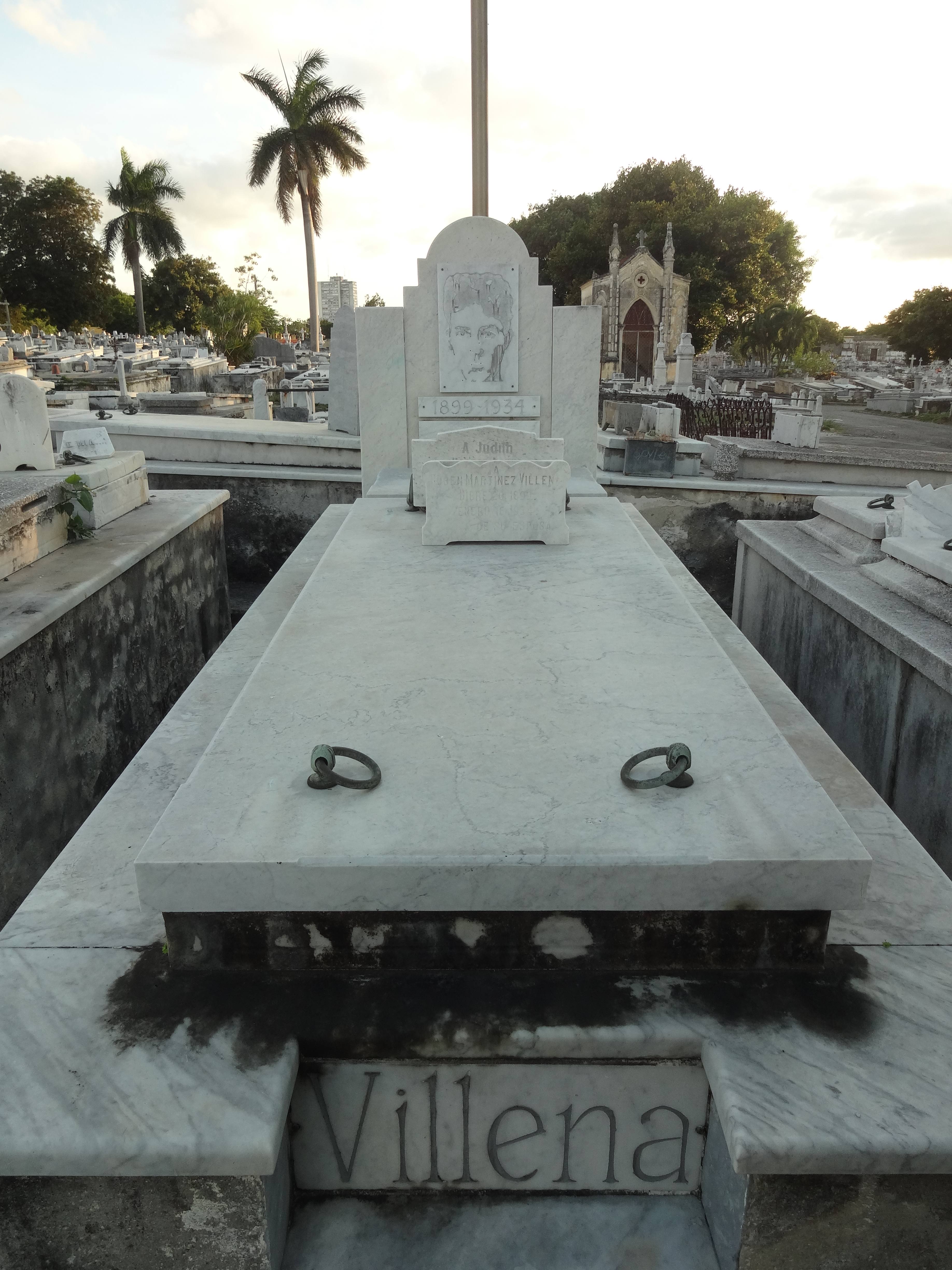
Tumba de Villena.

Regresó a Cuba en 1927, y en ese mismo año entró a formar parte de las filas del Partido Comunista Cubano, hecho que lo hizo renunciar a la poesía para dedicarse completamente a la labor política. Dirigió la publicación América Libre. Posteriormente pasó al exilio viajando nuevamente a los Estados Unidos y a la Unión Soviética en 1930, año que arrecia la persecución del gobierno de Machado. En la Unión Soviética ingresó en el sanatorio por tuberculosis donde los médicos le hicieron saber, en 1932, que no sanaría, por lo que decidió regresar otra vez a Cuba. Posteriormente, nació su hija Rusela.
Llegó a Santiago de Cuba en 1933, y partió hacia la capital, donde tuvo que permanecer escondido. Dirigió, a pesar de su enfermedad, la huelga general que derrocó al gobierno de Gerardo Machado. Posteriormente ingresó en el sanatorio La Esperanza y murió el 16 de enero de 1934 debido a la tuberculosis. Su obra poética ocupa un lugar destacado en la literatura cubana de las primeras décadas del siglo XX.